# Cobitis stephanidisi
Cobitis stephanidisi är en fiskart som beskrevs av Economidis 1992. Cobitis stephanidisi ingår i släktet Cobitis och familjen nissögefiskar. IUCN kategoriserar arten globalt som akut hotad. Inga underarter finns listade i Catalogue of Life.